# Амага, Эмиль
Эмиль Амага (фр. Emile Amagat; 2 января 1841, Сен-Сатюр — 15 февраля 1915) — французский физик.
Член Парижской академии наук (1902; член-корреспондент с 1890), иностранный член Лондонского королевского общества (1897).

## Биография
Амага родился в Сен-Сатюре (департамент Шер в центре Франции). В 1867—1872 годах работал профессором в Центральной гимназии швейцарского Фрибура. Затем занимал аналогичную должность в Католическом университете Лиона, а с 1892 года — в Политехнической школе в Париже.

## Научная деятельность
Амага известен своими работами в области молекулярной физики. В частности, он изучал поведение газов при различных давлениях и температурах, зависимость температуры плавления от давления, сжимаемость жидкостей. Ему удалось получить кривые сжимаемости постоянных газов при 200°C и давлении в 3000 атм. При этом он обнаружил, что при высоких давлениях поведение газов отклоняется от закона Бойля — Мариотта.
В его честь была названа внесистемная единица плотности — Амага.
Набор изотерм флюида в координатах PV—P, где P — давление, V — объём, получил название диаграммы Амага. Отклонение экспериментально найденных изотерм реального газа от горизонтальных прямых на диаграмме Амага позволяет наглядно судить об отступлении свойств реального газа от поведения идеального газа.

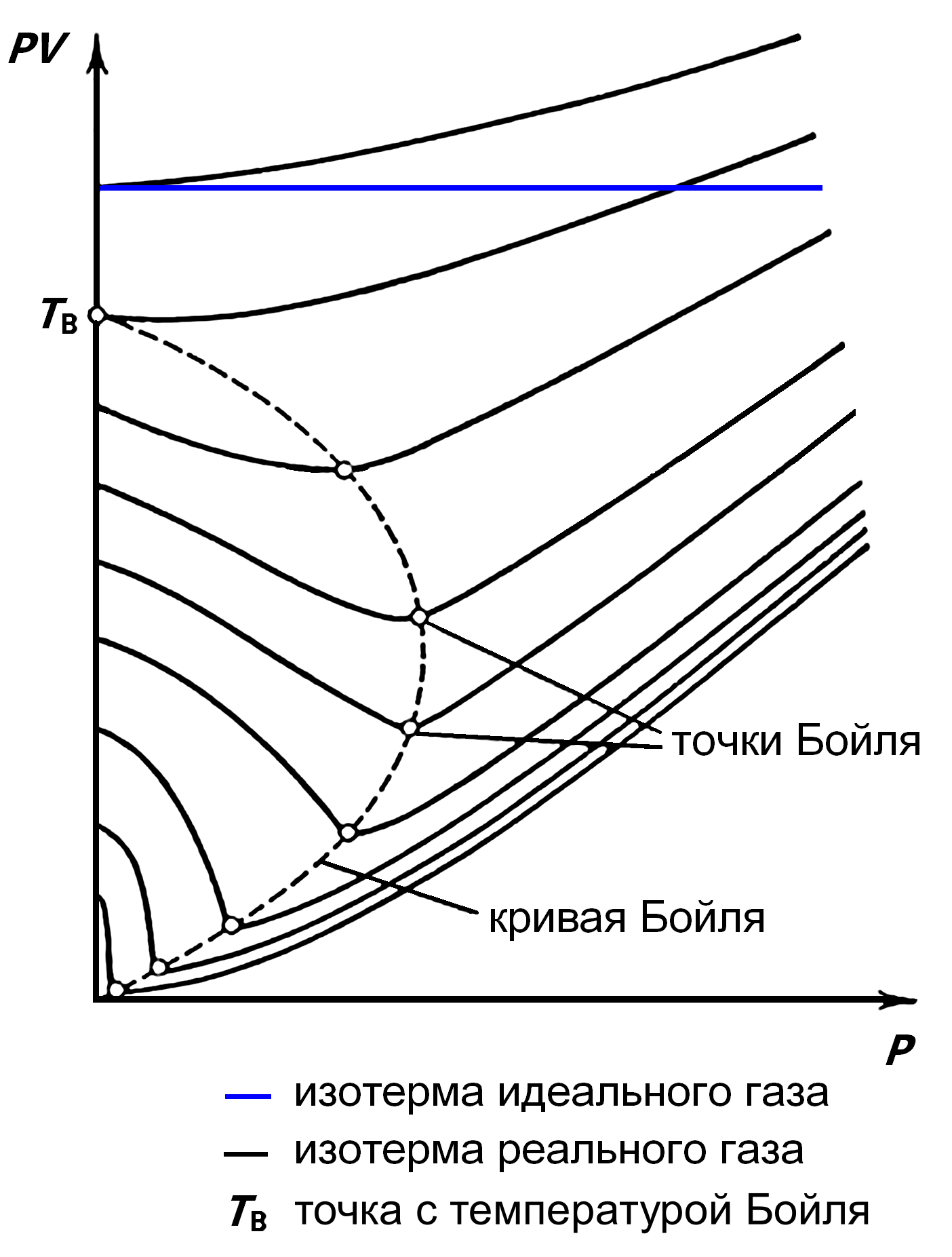
Диаграмма Амага реального газа

## Избранная библиография
- «Sur la compressibilité d. gaz» напечатан в «Ann. d. chim. et d. physique» за 1880—1883 г. в № 19, 22 и 28